# Splachnobryum obtusum
Splachnobryum obtusum là một loài rêu trong họ Splachnobryaceae. Loài này được (Brid.) Müll. Hal. mô tả khoa học đầu tiên năm 1869.